# لیدن

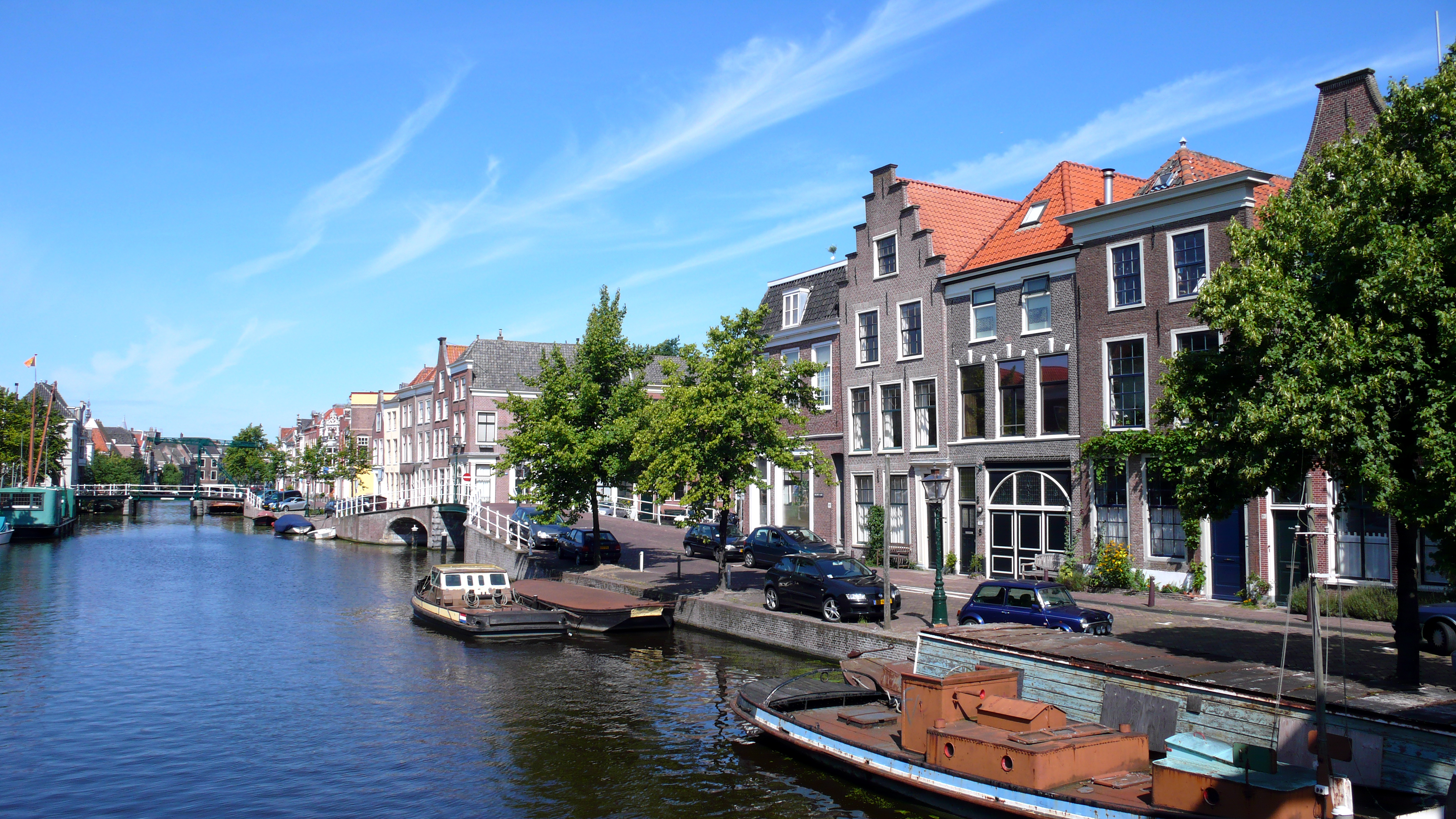
تصویری از رود نیووه راین در شهر لیدن.

لَیدن (به هلندی: Leiden) شهری دانشگاهی در استان هلند جنوبی و در نزدیکی لاهه در کشور هلند است.
شهر لیدن با جمعیتی برابر با ۱۱۷٫۰۳۷ نفر پنجمین شهر بزرگ در استان هلند جنوبی است.
شهر لیدن با شهرهای اوخست‌خیست لَیدِردورپ و فورسخوتن یک مجموعه به‌هم‌پیوسته را تشکیل می‌دهد که جمعیت این ناحیهٔ شهری جمعاً ۲۵۰٫۰۰۰ نفر است.
دانشگاه لیدن کهن‌ترین دانشگاه هلند است. این دانشگاه در سده‌های ۱۶ و ۱۷ میلادی یکی از بزرگ‌ترین دانشگاه‌های اروپا بود.
چهره‌های علمی بزرگی هم‌چون رنه دکارت، کنستانتین هویگنس، و یوستوس لیپسیوس از افراد مقیم در این دانشگاه بودند.

## دیدنی‌ها
هستهٔ قدیمی شهر، کانال‌های آب، بناهای قدیمی و صحن‌های مسکونی لیدن از دیدنی‌های گردشگری آن است. باغ گیاه‌شناسی هورتوس، رصدخانهٔ دانشگاهی و کتابخانهٔ دانشگاه لیدن (دارای مجموعهٔ بزرگی از کتاب‌های پارسی) از دیدنی‌های دیگر شهر است.
از افراد نامدار زادهٔ این شهر می‌توان به رامبرانت نقاش معروف هلندی اشاره کرد.
موزه‌های شهر لیدن عبارتند از:
موزهٔ ملی آثار باستانی، موزهٔ تاریخ طبیعی (ناتورالیس)، موزهٔ ملی مردم‌شناسی و قوم‌شناسی، موزهٔ تاریخ علوم و پزشکی (بورهافه)، موزهٔ گیاه‌شناسی (هورتوس)، موزهٔ کالبدشناسی (کورپوس)، موزهٔ شهرداری لیدن (لاکن‌هال)، موزهٔ ملی سکه و مدال (پنینگ‌کابینت)، موزهٔ آسیاب‌بادی (دفالک)، موزهٔ زائران آمریکایی و خانهٔ زیبولد.

## پیشینه

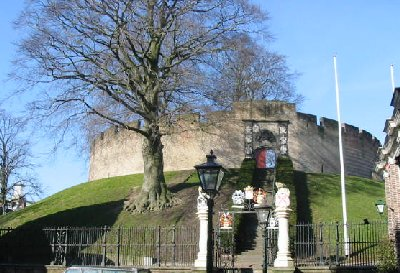
دژ لیدن.

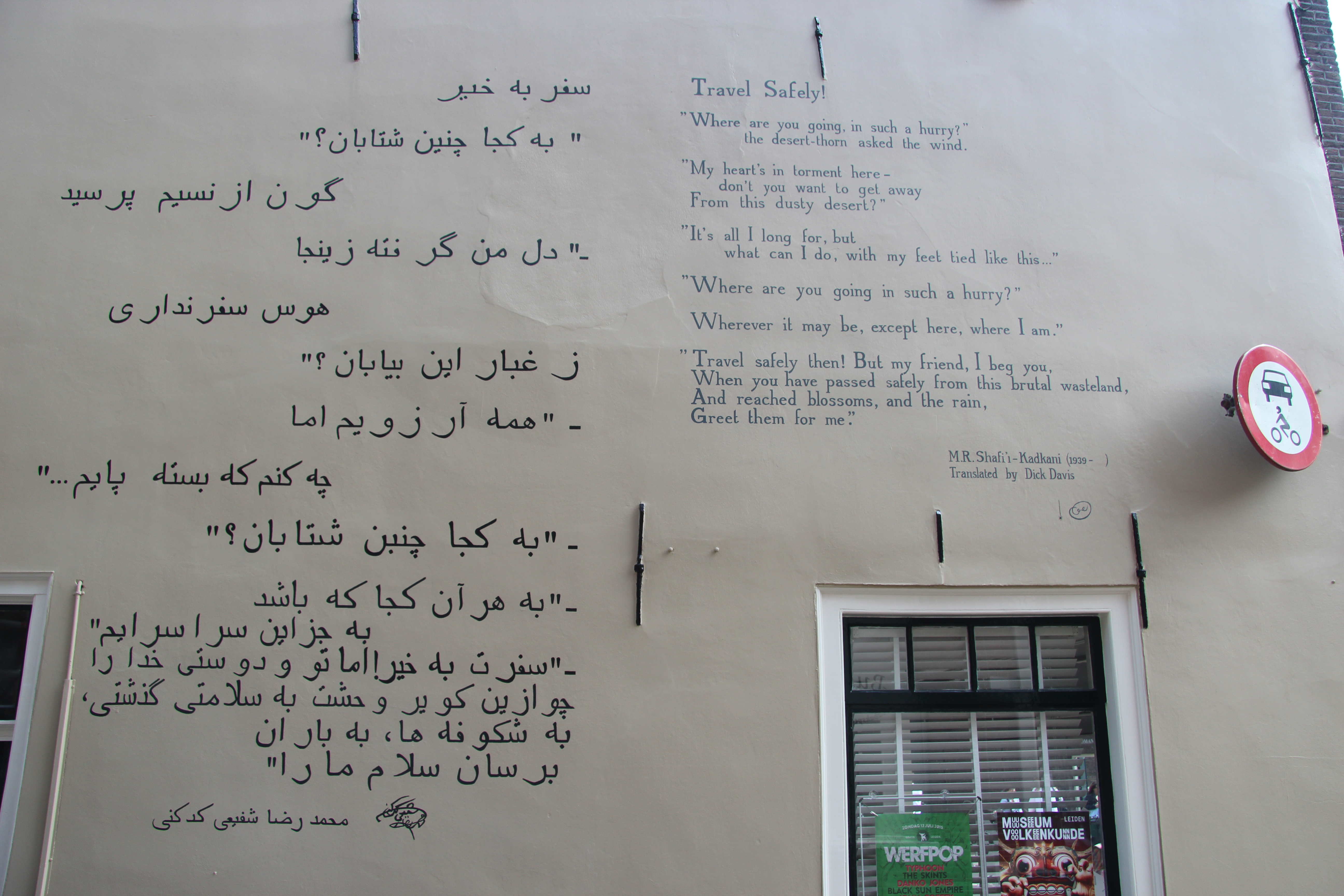
«سفر به خیر» شعر شفیعی کدکنی بر دیواری در لیدن

شهر لیدن در آغاز به‌عنوان یک روستای پشت یک خاکریز ضدآب بنا شد. روستایی که در پای تپه‌ای دست‌ساز در پیوندگاه دو رود آوده‌راین و نیووه‌راین ساخته شده‌بود.
در کهن‌ترین منبعی که نام لیدن ذکر شده این نام به صورت لَیتون (Leithon) دیده می‌شود. دژ کوچکی که بر روی این تپه بنا شد در آغاز نشیمنگاه تیول‌دار اسقف شهر اوترخت هلند بود. این دژ در حدود سال ۱۱۰۰ به دست دوک هلند افتاد.
لیدن به خاطر محل مناسبش در سال ۱۲۶۶ رسماً به عنوان شهر شناخته شد و به کمک پیشه‌وران فعال خود در صنعت تولید پارچه‌های لحافی از رشد زیادی برخوردار شد. رشد شهر هم‌چنان ادامه یافت و در سال ۱۳۸۹ با گذشتن جمعیت شهر از ۴ هزار نفر برنامهٔ گسترش شهر آغاز شد. محلهٔ میان راپنبورخ و ویته سینگل نتیجهٔ این دوره از گسترش است.

## محاصره 1420
در سال 1420، در خلال جنگ‌های هوک و کود ، دوک جان سوم از باواریا به همراه ارتشش از خاودا به سمت لیدن لشکر کشید تا شهر را فتح کند، زیرا لیدن به ژاکلین کنتس جدید هلند ، خواهرزاده و تنها دختر کنت ویلیام ششم هلند، پولی پرداخت نکرد.
اشراف زادگان محلی دسته هوک تصور می کردند که دوک ابتدا لیدن را محاصره می کند و واحدهای کوچکی را برای فتح قلعه های اطراف به بیرون می فرستد. اما جان باواریا ترجیح داد ابتدا به قلعه ها حمله کند.
جان باواریا با شلیک گلوله های آهنی به دیوارها و دروازه ها، ارگ ها باعث شد تا یکی پس از دیگری سقوط کنند. او در عرض یک هفته قلعه‌های زیادی را فتح کرد.
در 24 ژوئن، ارتش در مقابل دیوارهای لیدن ظاهر شد. در 17 اوت 1420، پس از یک محاصره دو ماهه، شهر به جان باواریا تسلیم شد.

## لیدن امروز
بزرگترین و محبوب ترین جشنواره سالانه شهر در 3 اکتبر جشن گرفته می شود و به زبان عامیانه 3 اکتبر نامیده می شود. مردم لیدن پایان محاصره اسپانیایی در سال 1574 را جشن می گیرند  این جشن معمولاً در طول دو تا سه روز برگزار می‌شود و شامل رژه‌ها، جشن کلبه‌ها ، بازسازی‌های تاریخی، یک نمایشگاه تفریحی و رویدادهای دیگر است. از سال 2006، این شهر همچنین میزبان جشنواره بین المللی فیلم لیدن بوده است. 

## شهرهای خواهر
- آکسفورد، بریتانیا
- بوفالو سیتی، آفریقای جنوبی
- خویگالپا، نیکاراگوئه
- کرفلد، آلمان
- تورون، لهستان

## نگارخانه

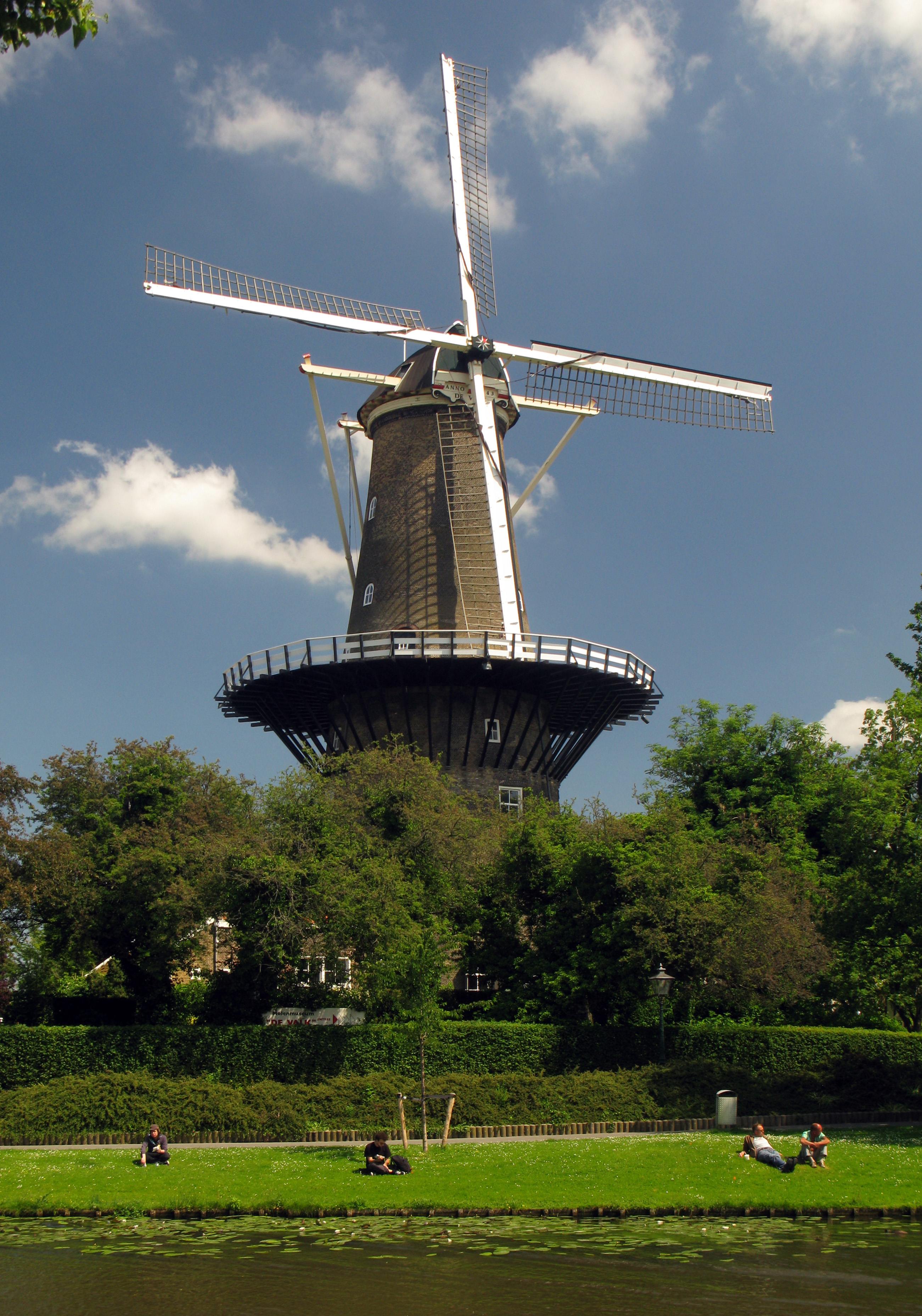
آسیاب بادی دِفالک.
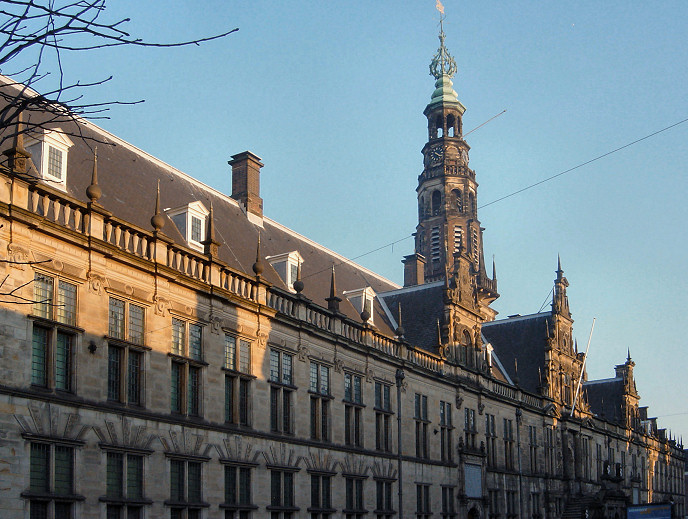
شهرداری لیدن
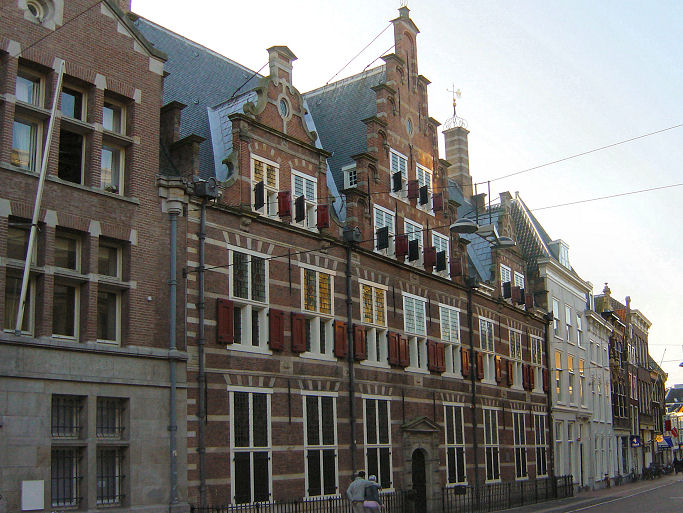
ساختمان قدیمی دفتر مرکزی سازمان تقسیم آب راین‌لاند.
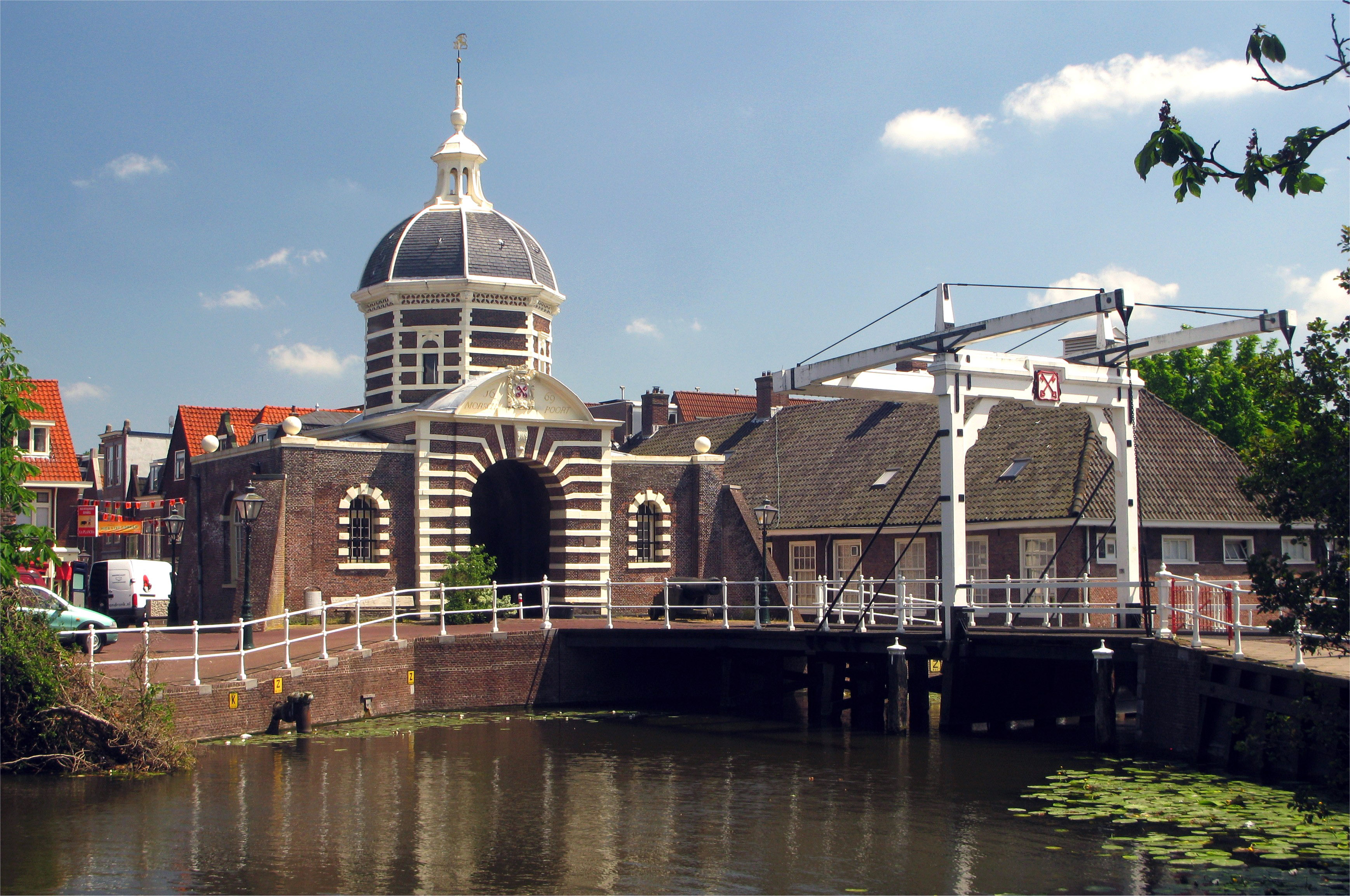
دروازه مورس (به معنی دروازهٔ محله مرداب).
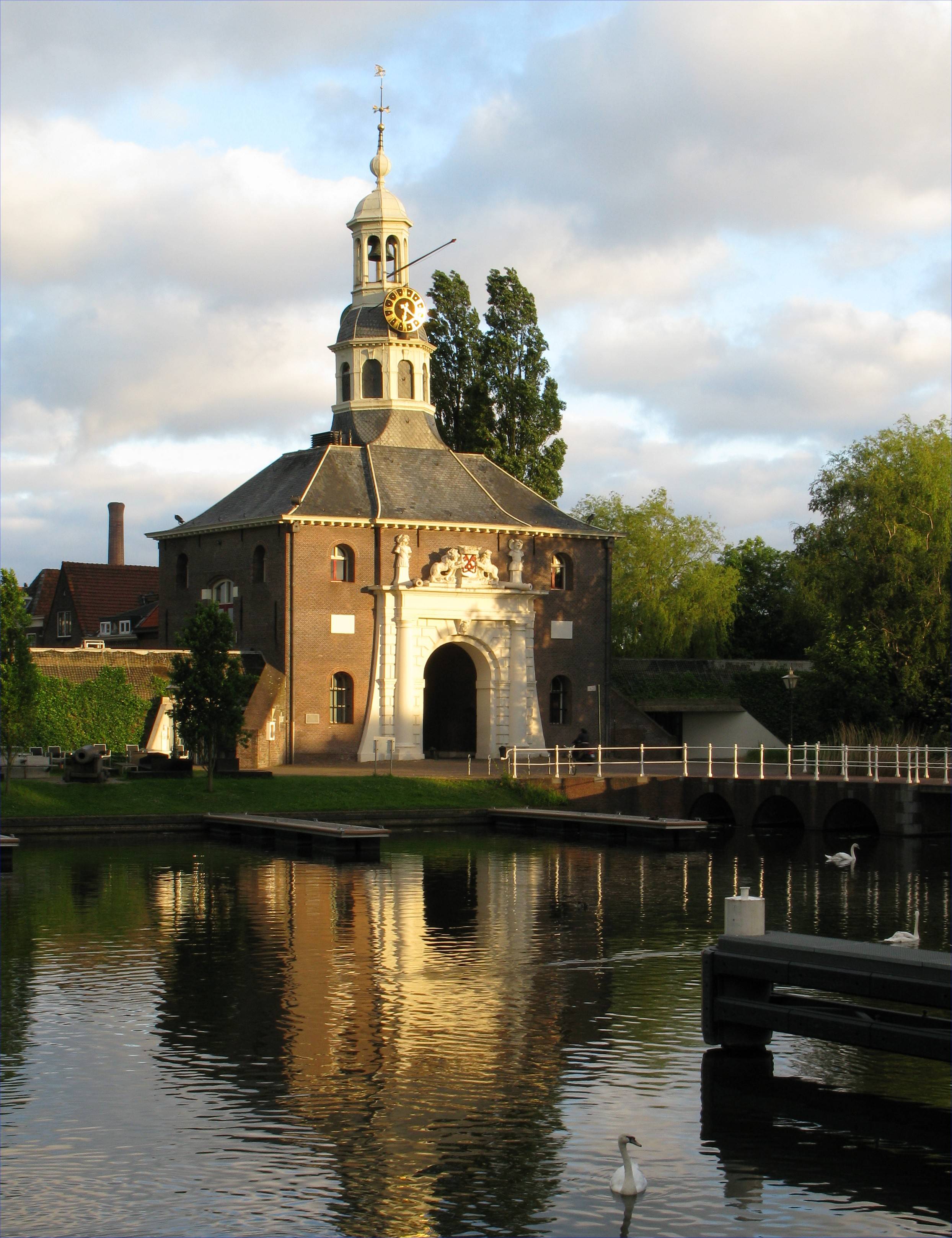
دروازه زَیل (به معنی دروازهٔ رود زیل).
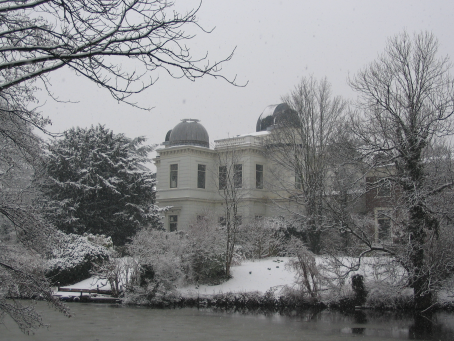
رصدخانهٔ قدیمی (۱۸۶۰ میلادی)
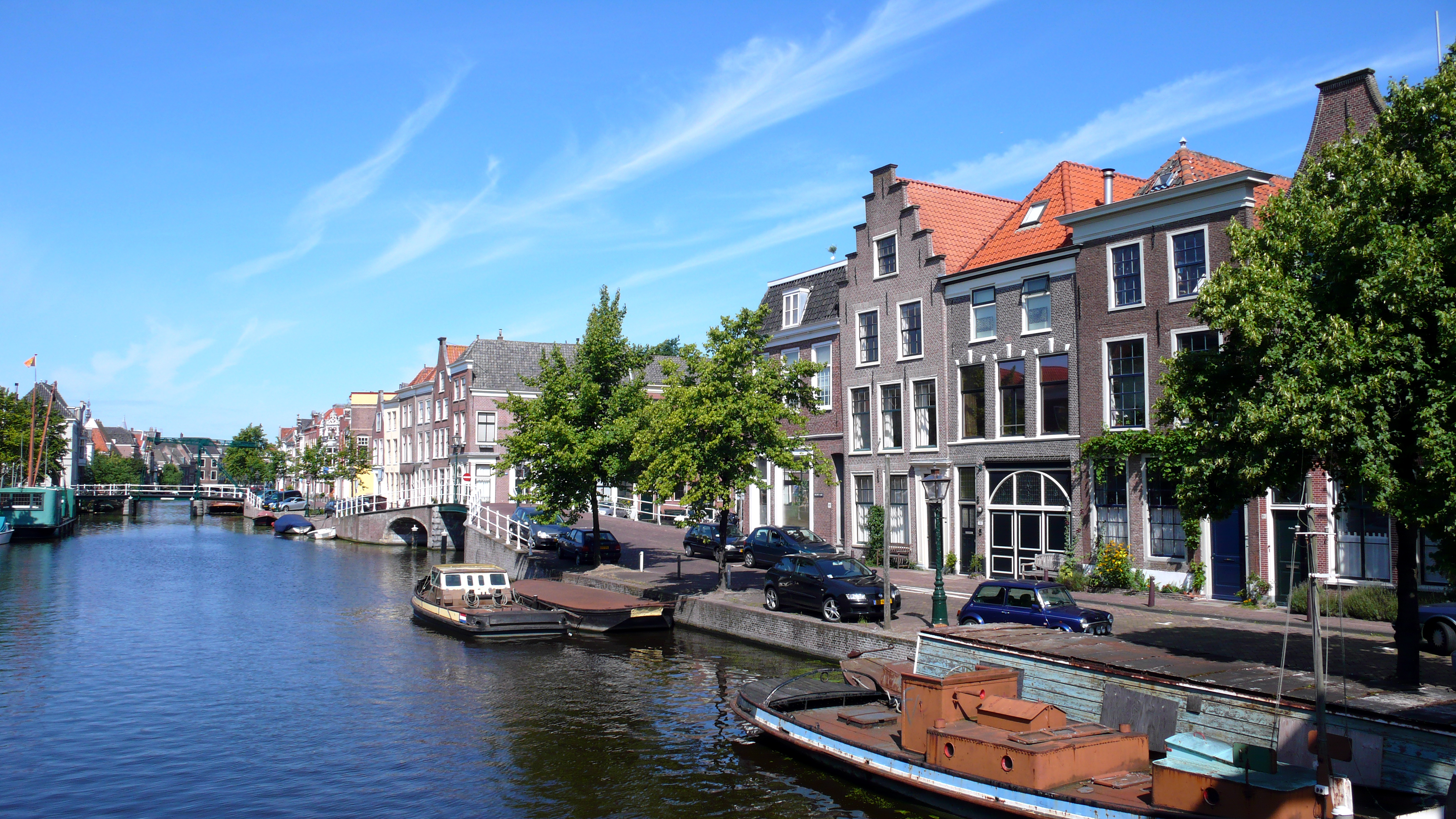
رودخانه، نیووه راین
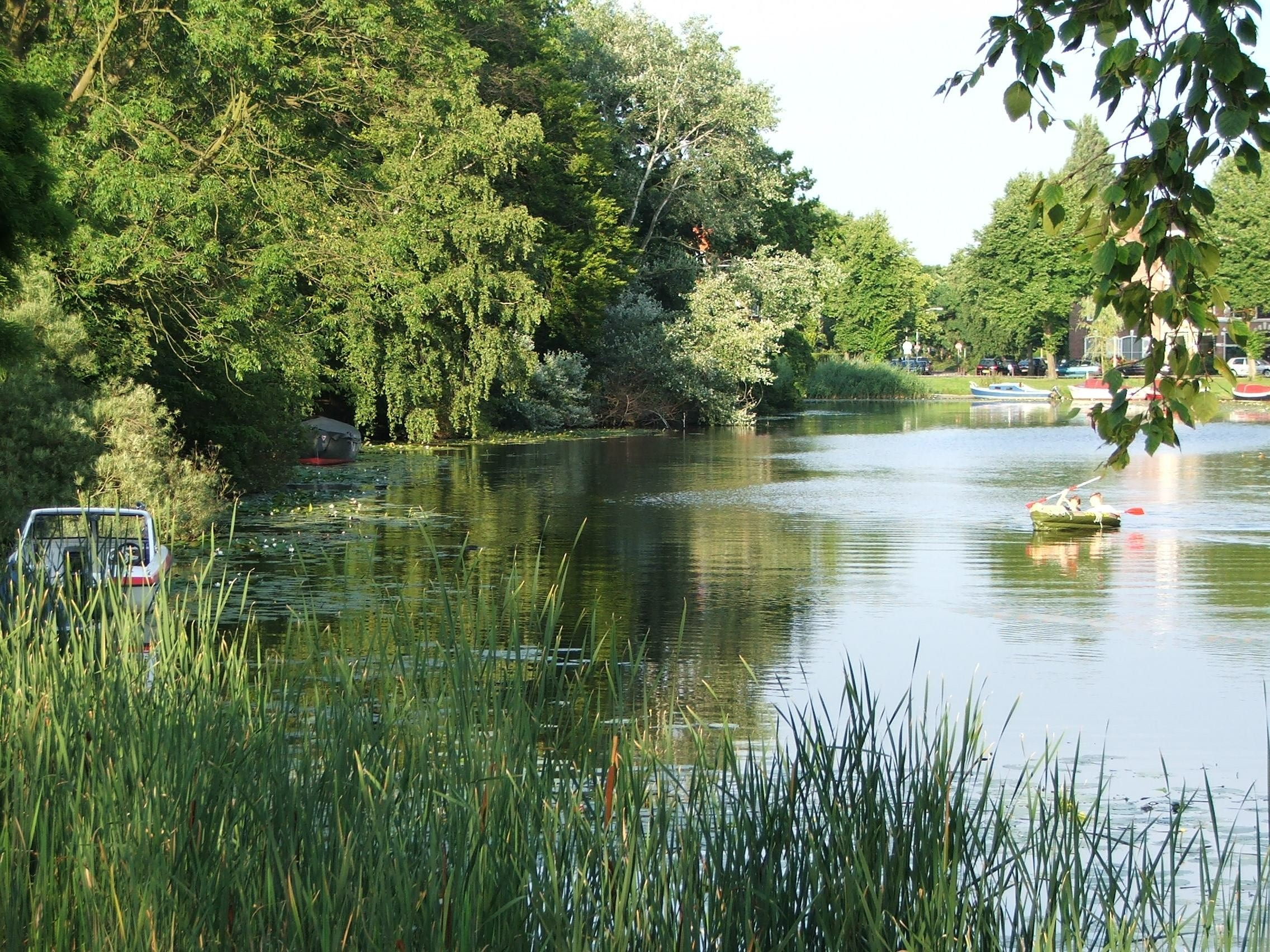
نهر زوترواؤده‌سینگِل
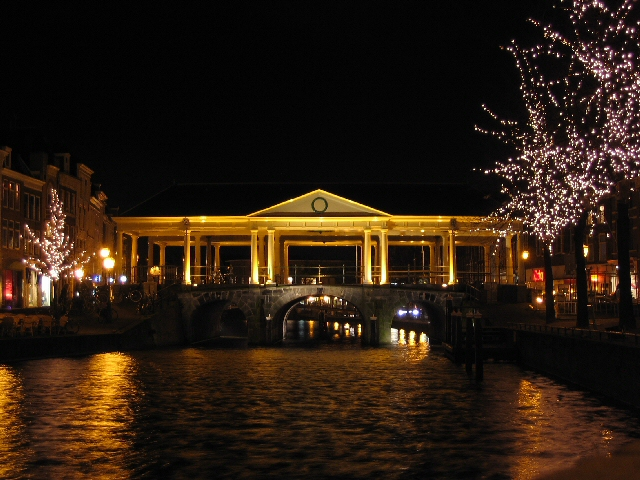
[پل کرون‌بروخ (۱۸۲۵)
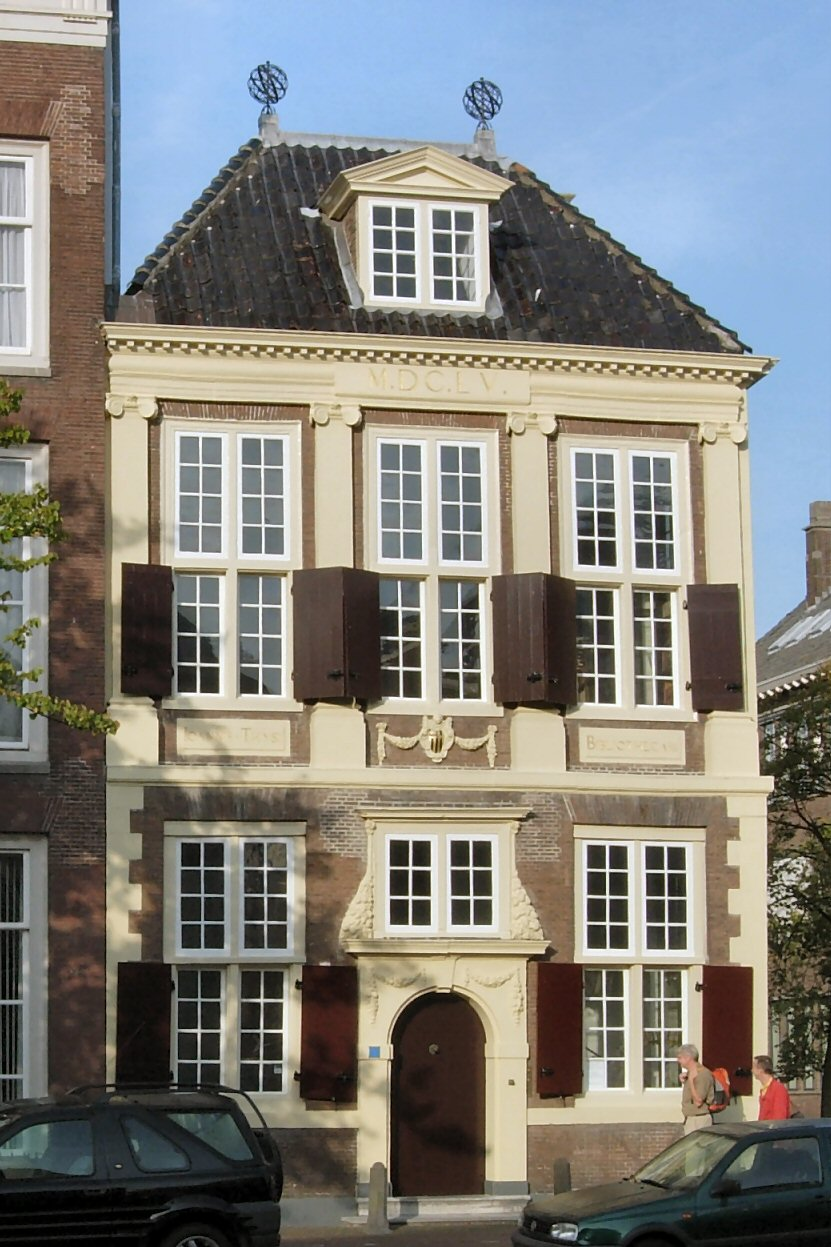
کتاب‌خانه تیزیانا در خیابان راپن‌بورخ
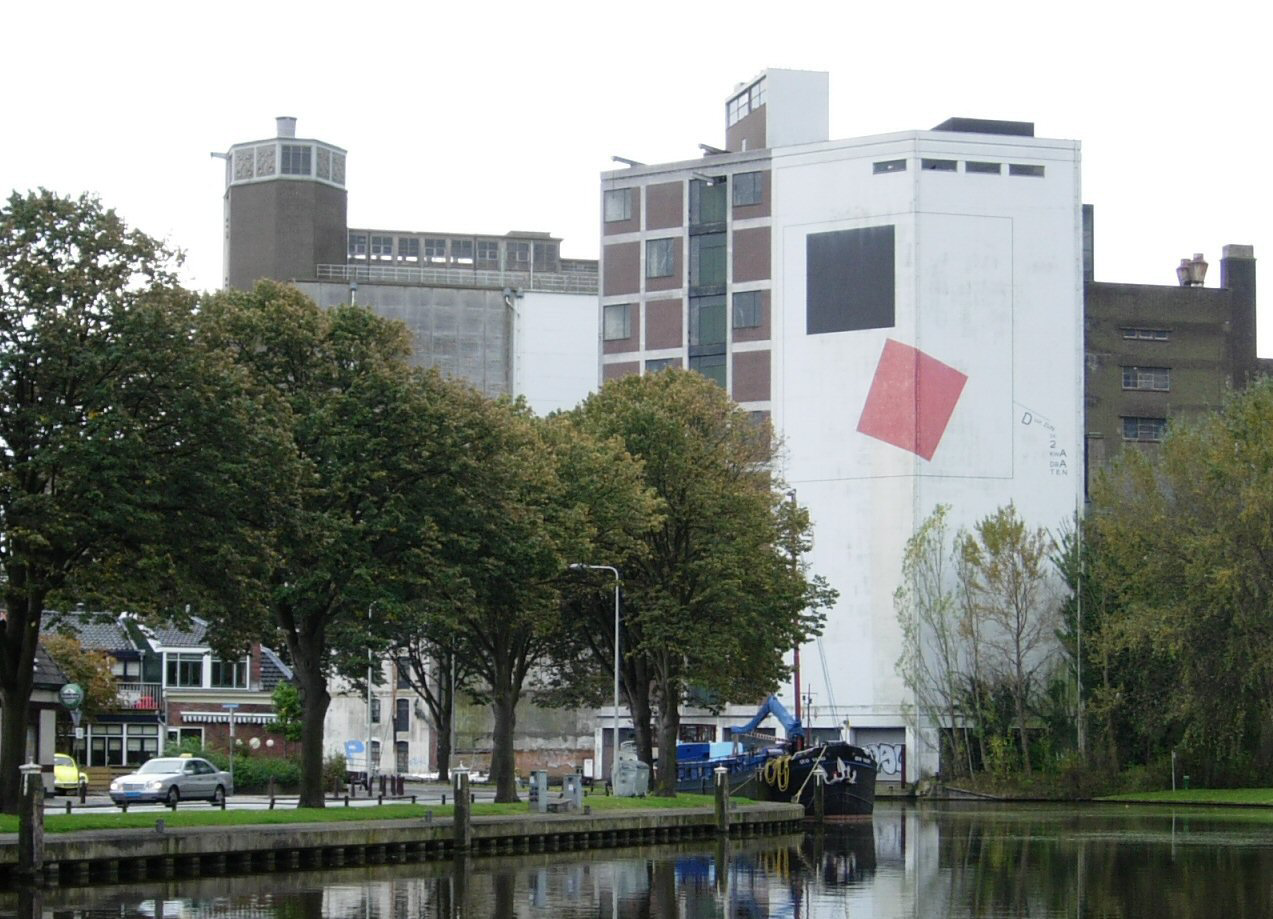
کارخانه پیشین فلزکاری به نام دِ اسلوتلس (کلیدها).
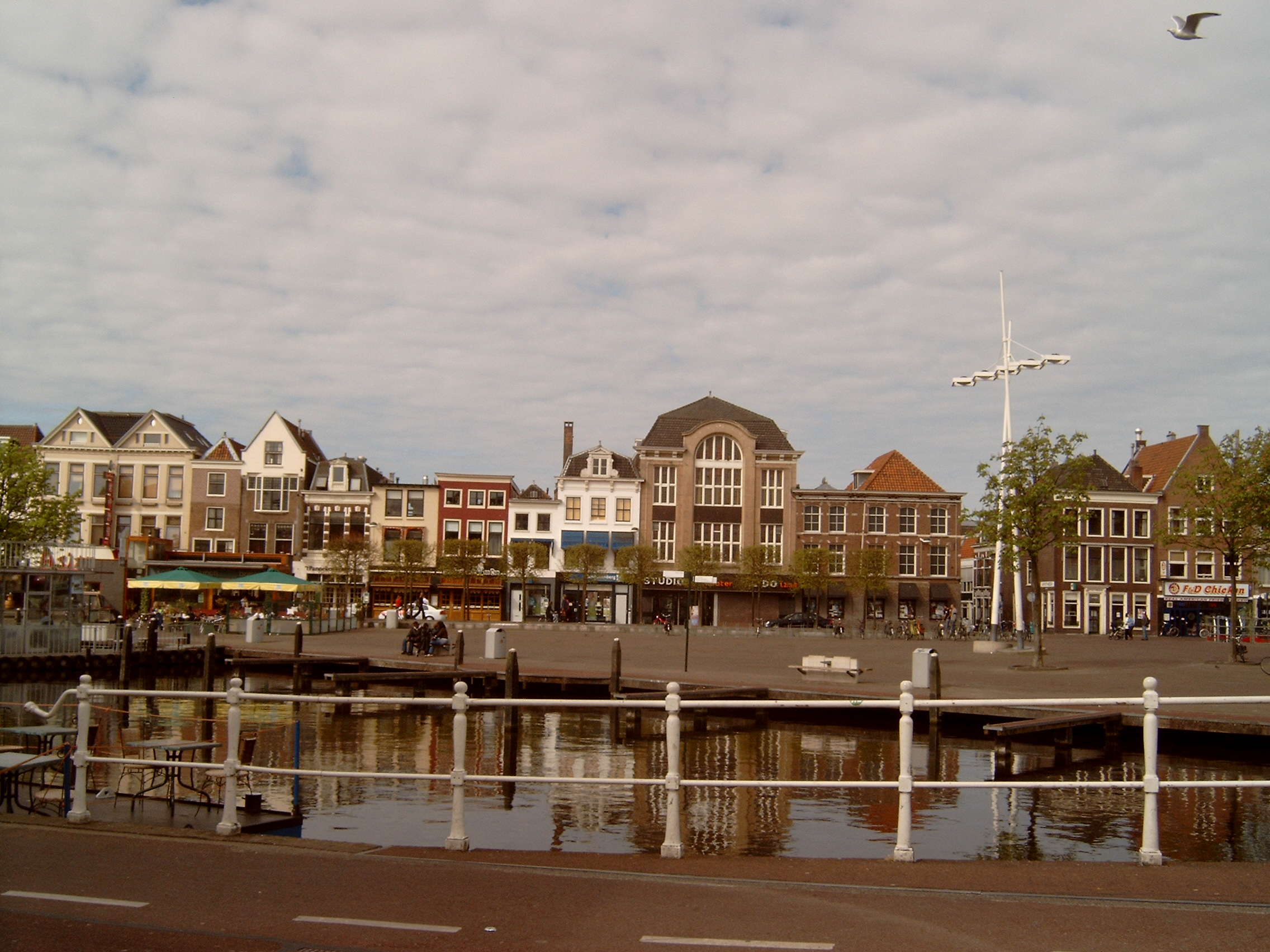
نمایی از نهرها و ساختمان‌های لیدن.